# Kitty Courbois
Kitty Courbois (ur. 30 lipca 1937 w Nijmegen, zm. 11 marca 2017 w Amsterdamie) – holenderska aktorka filmowa i telewizyjna.

## Biografia
Zagrała w kilku filmach i w serialach takich jak: Cesare, Jongens, jongens wat een meid, De Laatste trein, Ciało i krew, Vincent i Theo, Belle van Zuylen - Madame de Charrière, Madelief. Rysy na stole, Los pędzlem malowany, Amsterdam, Het gordijnpaleis van Ollie Hartmoed, Hartenstraat.

## Filmografia
seriale
- 1958: Cesare[1][3]
- 1963: Een Midzomernachtsdroom jako Hermia[1][3]
- 1973: Een Mens van goede wil jako Rosa[1][3]
- 1982: Armoede jako Lena Boot[1][3]
- 1989: Spijkerhoek jako Rosina Chaiavelli[1][3]
- 1991: De Zomer van '45 jako Matka Bloemink[1][3]
- 1991: Oog in oog jako Oude vrouw[1][3]
- 2001: Het Achterland jako Matka Alexa[1][3]
- 2002: Achttien jako Babcia[1][3]
- 2002: Mevrouw de minister jako Salomo[1][3]
- 2011: Het gordijnpaleis van Ollie Hartmoed[1][3]

film
- 1965: Jongens, jongens wat een meid[1][3]
- 1967: Liefdesbekentenissen[1][3]
- 1977: Het Debuut jako Matka Carolien[1][3]
- 1983: An Bloem jako An Bloem[1][3]
- 1986: Op hoop van zegen jako Knier[1][3]
- 1990: Vincent i Theo jako Anna Van Gogh[1][3]
- 1998: Madelief.Rysy na stole jako Babcia[1][3]
- 2003: Polleke[1][3]
- 2009: Happy End jako Ada[1][3]
- 2012: Niesforny Bram jako Pani Vis[1][3]
- 2014: Hartenstraat jako Bep[1][3]
- 2016: De Held[3]

## Wyróżnienia
- 2010: ereteken van verdienste van de stad Amsterdam (medal zasługi miasta Amsterdam)[2]